# Parras de la Fuente
Parras es una ciudad en el estado mexicano de Coahuila y cabecera del municipio homónimo, localizado en la región sur del estado.
Fue fundada en 1598 siendo así de las primeras poblaciones españolas en el noreste novohispano.
La ciudad es reconocida por ostentar la primera bodega vitivinícola del continente americano, Casa Madero, así como ser la cuna del "apóstol de la democracia" Francisco I. Madero.
El 16 de marzo de 1880, a tan sólo cinco meses de haber encendido la primera bombilla eléctrica funcional en Nueva Jersey, Thomas Alva Edison visitó en Parras al empresario Evaristo Madero, abuelo del que sería presidente de México.
En lo que fue la Hacienda del Rosario, conectaron una ristra de bombillas eléctricas y encendieron el interruptor. Así fue que, mientras en las grandes metrópolis del mundo la gente aún iluminaba sus noches con velas y quinqués de aceite, en Parras —en México, en Latinoamérica— se prendió la luz eléctrica por primera vez.
En 1998 fue declarada Zona de Monumentos Históricos, y en el año 2006 se le otorgó la categorización de Pueblo Mágico.

## Historia

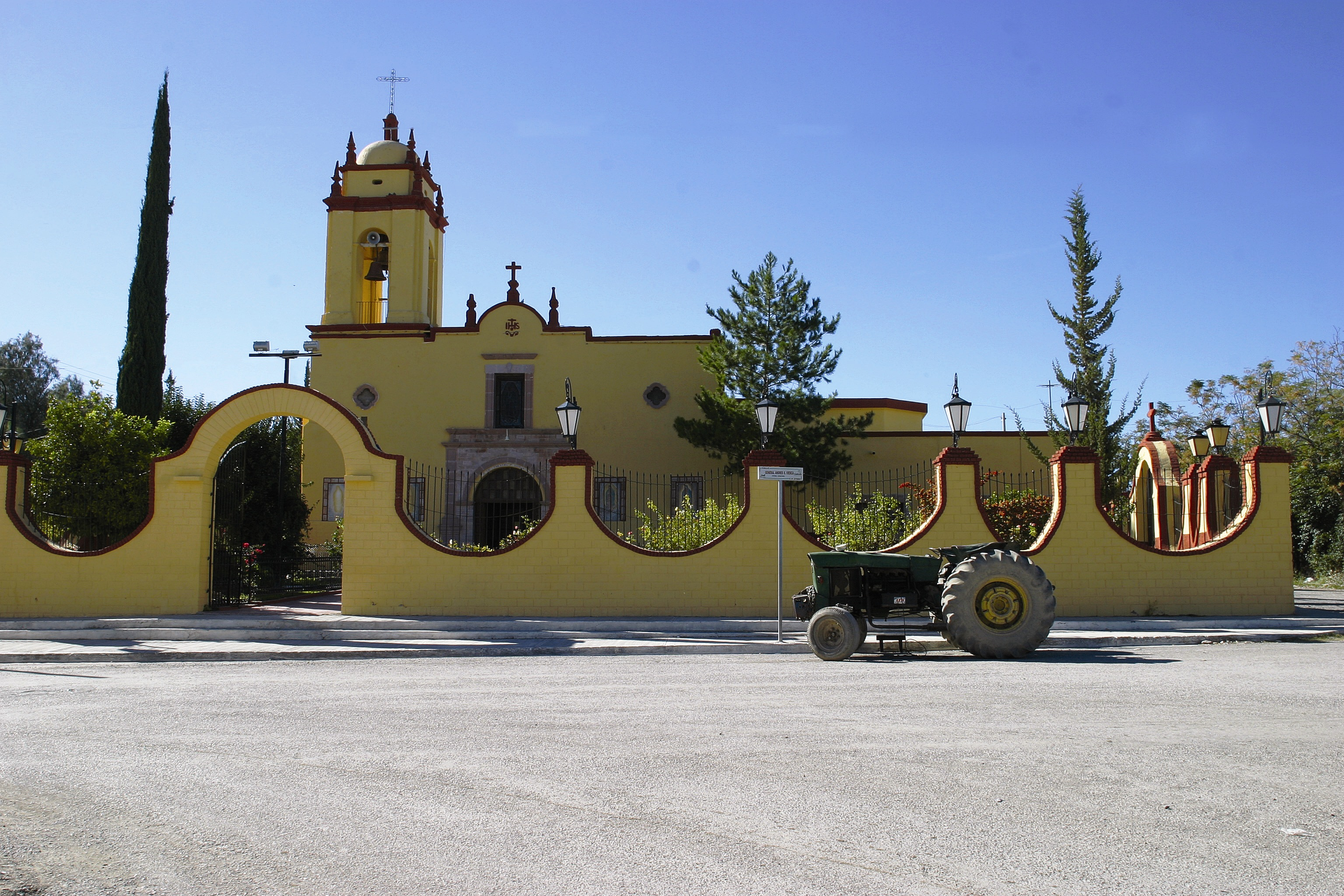
Antigua Misión de Santa María de las Parras

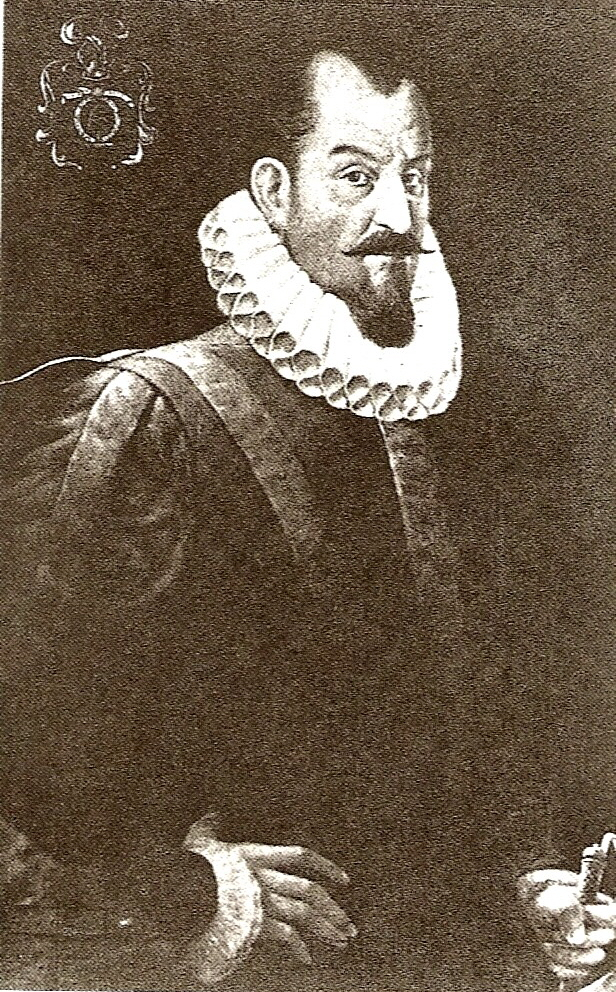
Francisco de Urdiñola, fundador de la Hacienda del Rosario

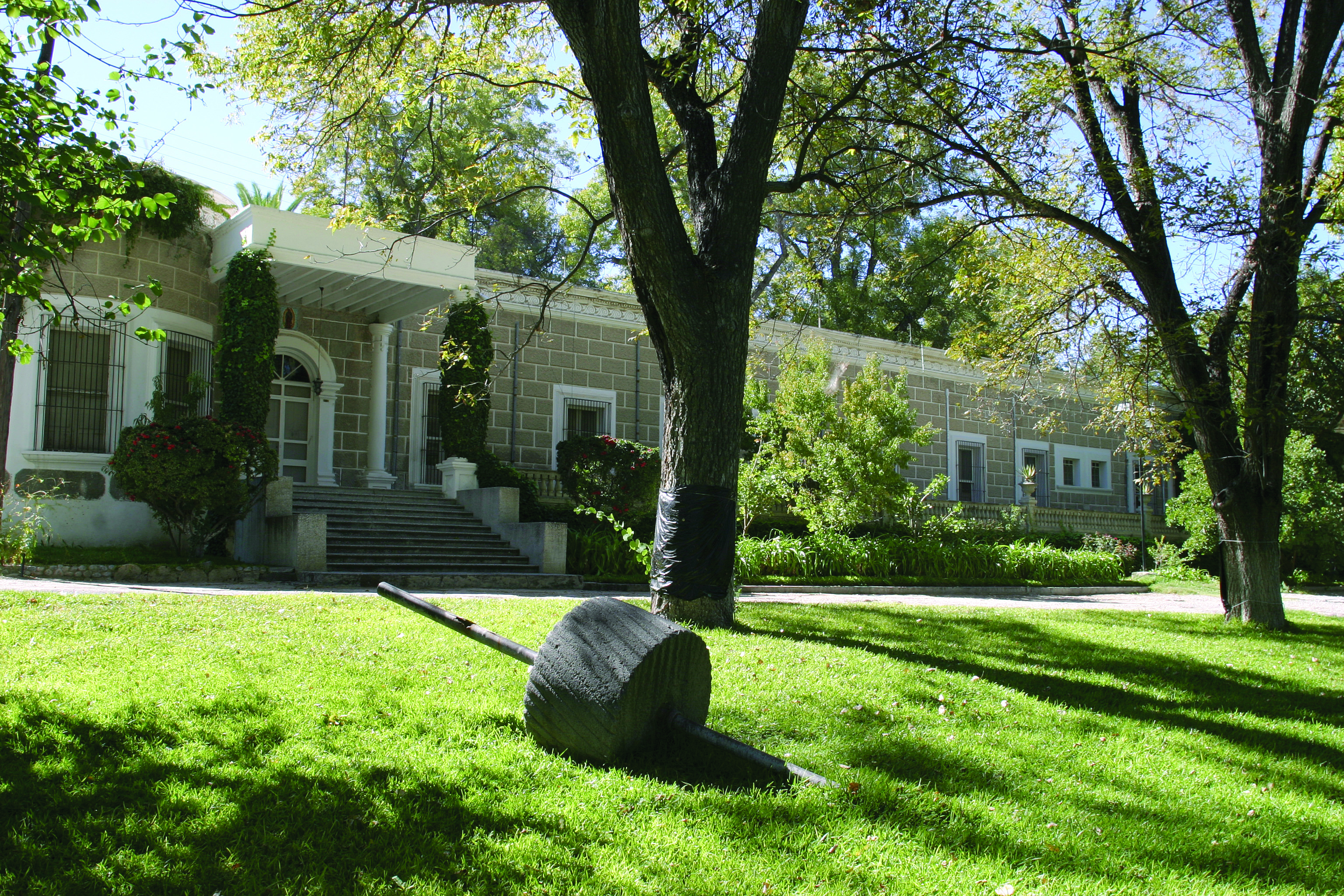
Hacienda del Rosario

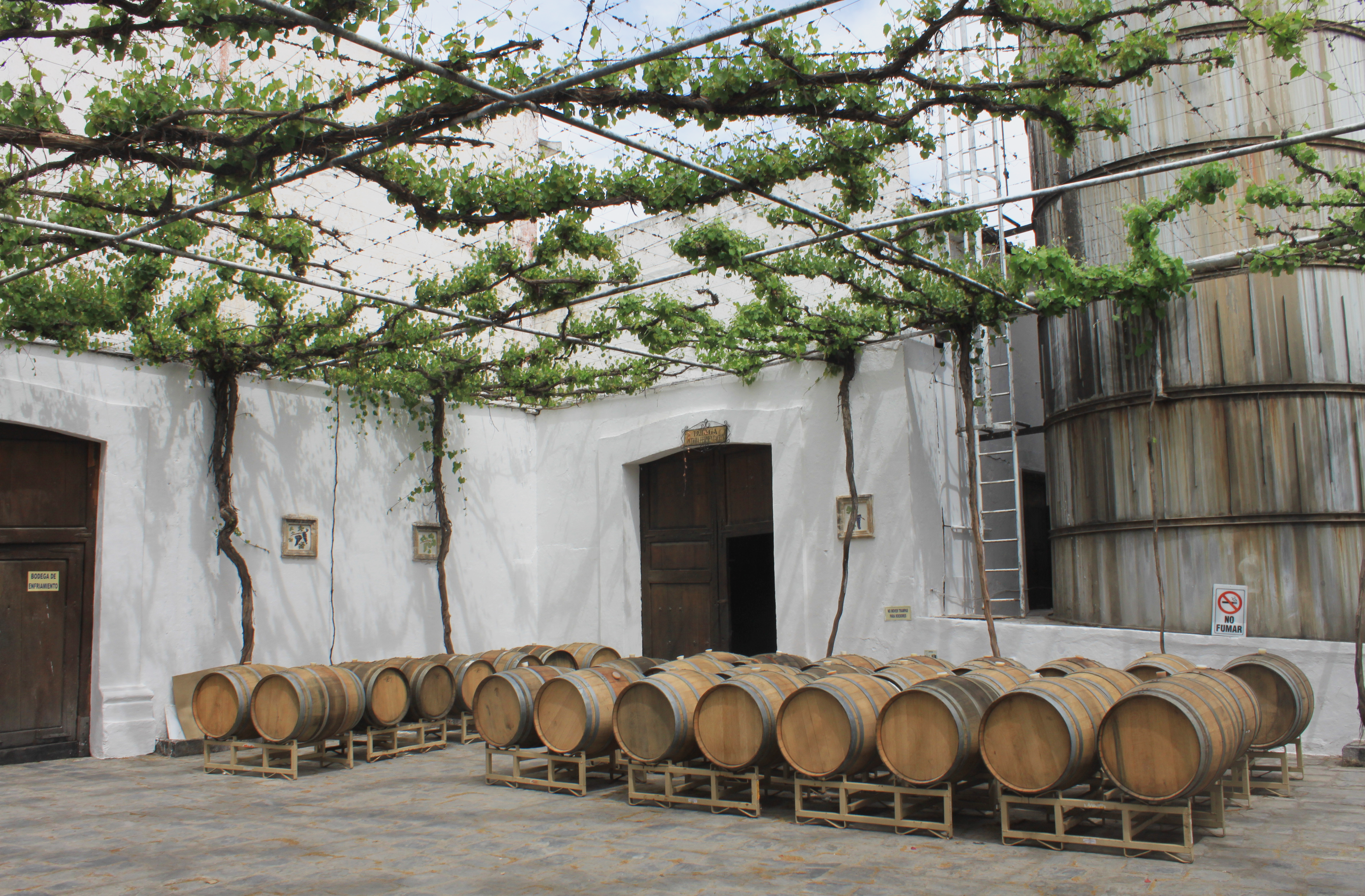
Hacienda de San Lorenzo de Parras, fundada por Lorenzo García.

### Fundación
Parras fue fundada en año de 1598 por el sacerdote jesuita Juan Agustín de Espinosa con el nombre de Misión de Santa María de las Parras y Las Lagunas.

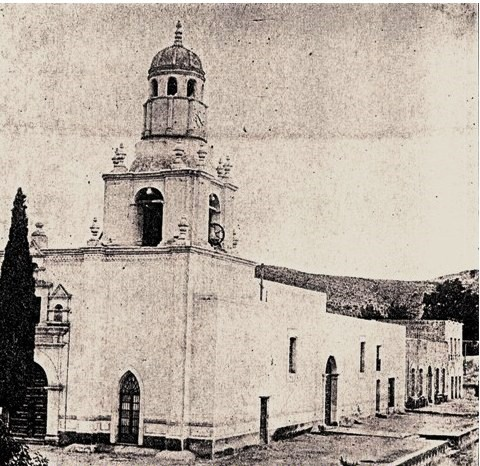
Antigua Torre del Templo de San Ignacio de Loyola

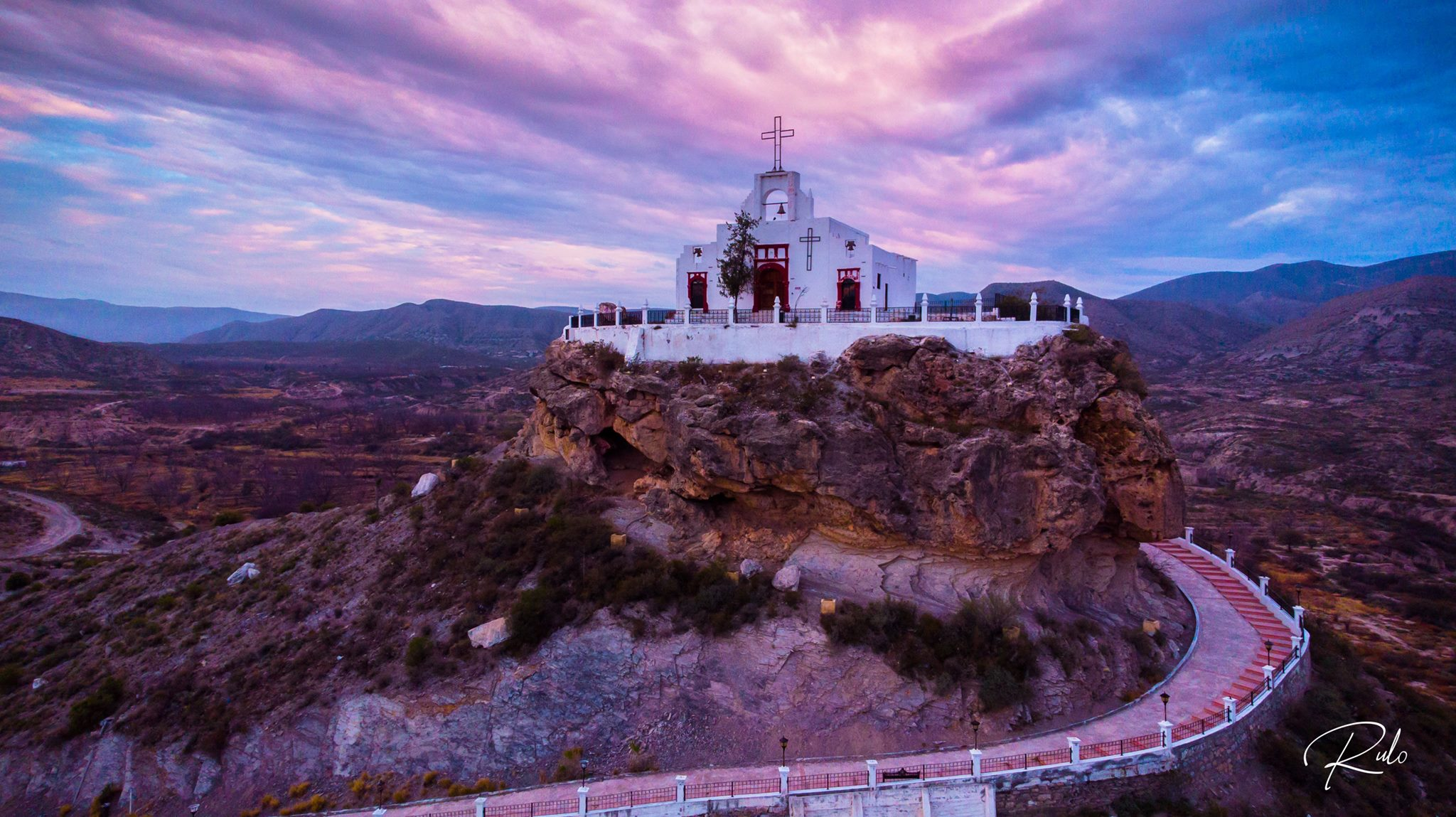
Peñón e Iglesia del Santo Madero

Parras fue fundado oficialmente el 18 de febrero de 1598 por el capitán Martín Antón Zapata, justicia mayor de las Parras y Lagunas, paraje que también había fundado 20 años antes. La primera estancia española del lugar fue establecida por el capitán Francisco de Urdiñola, en la que posteriormente se construiría la Hacienda El Rosario, propiedad del marquesado de San Miguel de Aguayo.
El capitán Martín Antón Zapata emprendió el proyecto de colonizar formalmente la región desde el año de 1587, pero no fue hasta 1598 cuando, acompañado del padre jesuita Juan Agustín de Espinoza, logró la pacificación, catequización y ocupación del territorio. En 1599, por órdenes expresas del virrey Gaspar de Zúñiga y Acevedo, conde de Monterrey, se procedió a trasladar hasta esas tierras a un grupo importante de tlaxcaltecas, que en ese entonces radicaban en Saltillo. Como testimonio de tal acontecimiento, la ciudad conserva una cruz que se encuentra en un sitio conocido como Cueva de Texcalco, lugar donde se creó la congregación indígena.
Parras perteneció a la jurisdicción del Reino de la Nueva Vizcaya hasta 1785, cuando tuvo lugar la división de la Nueva España en intendencias a partir de las Reformas Borbónicas, expedidas por la Corona española.
Como resultado de ello, Parras se agregó a la Provincia de Coahuila, perteneciente al grupo de las Provincias Internas de Occidente, cuya capital era Monclova. La villa de Parras fue elevada al rango de ciudad en 1868.

### Historia de la viticultura en Parras
En este lugar se encuentra la vinícola más antigua del continente americano, fundada en 1597 por don Lorenzo García bajo el nombre de Vinícola San Lorenzo y que a partir de 1893 lleva el nombre de Casa Madero.
El antiguo Archivo María Matheo que se conserva en el Antiguo Colegio de San Ignacio de Parras, contiene documentos probatorios de que ya durante las primeras tres décadas de 1600 se cultivaba la vid en amplias extensiones del Valle de Parras y existían pequeñas bodegas que procesaban vino.
El documento más antiguo del Archivo (expediente 1) que data de 1620 es, precisamente un edicto episcopal firmado por el obispo de Guadalajara D. Francisco de Rivera, en el que ordena se establezca el archivo parroquias, lo cual dio origen a éste.
El Archivo es valioso no solo por lo que se refiere a Parras —cuyo pasado revive— sino también porque trata de asuntos realizados en Viesca, en Saltillo, en Patos, en Durango, de manera que abarca el sur del actual Estado de Coahuila y una parte del vecino Durango. Pero también guarda ejemplares que relatan hechos acaecidos en la capital mexicana, en Roma, en Madrid y hasta en China, Francia y Sudamérica.

### Colonia

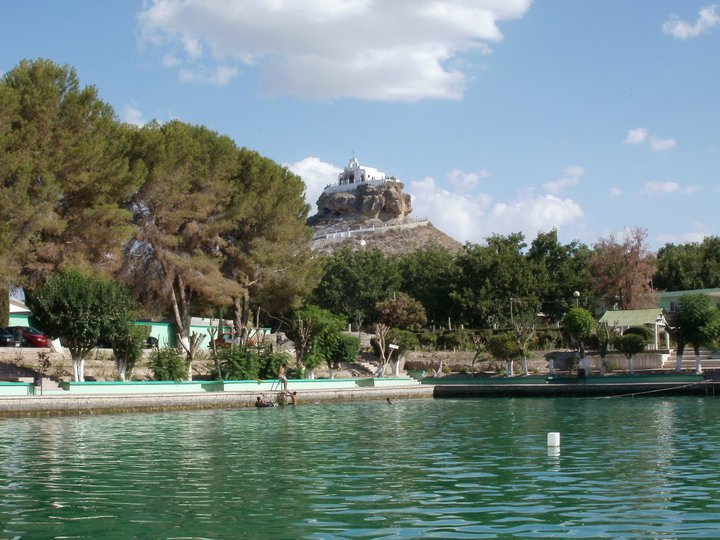
Estanque de la Luz

Sus rincones monumentales nos hablan de un desarrollo agrícola que lo coloca en los primeros lugares de la producción de vinos, aguardientes y licores diversos, tan famosos y apreciados como su industria textil especializada en la mezclilla, considerada de gran calidad en el mundo entero.
El vino se produce con orgullo desde finales del siglo XVI, gracias a la petición de las órdenes religiosas a la Corona española de permitir el cultivo de la vid en esas tierras para así contar con vino suficiente para los servicios religiosos.
Junto a esta industria, la producción de textiles y la fabricación de productos metálicos y accesorios, así como la crianza de ganado bovino, caprino, porcino y aviar, atrajo la atención de innumerables ciudadanos extranjeros procedentes de diferentes partes de Europa, particularmente de Alemania, Francia, Gran Bretaña, Italia y Grecia, que llegaron como asesores técnicos y vitivinícolas, dando origen a una interesante mezcla cultural y racial que ha dotado de un carácter especial a los habitantes del lugar, el cual posee 0.4 por ciento de la población indígena total del municipio, la cual tiene como lengua principal el tarahumara, seguida por el náhuatl.

Desde el siglo XVI, Parras fue conocido también con el nombre de Valle de los Pirineos, por su semejanza con el de Europa, tan propicio para el cultivo de la vid y el olivo, destacándose desde esa época un importante número de casas y bodegas dedicadas a la elaboración del vino, tales como las Antiguas Bodegas de Perote, Bodegas de El Rosario, Bodegas El Vesubio y Casa Madero en la Hacienda San Lorenzo.

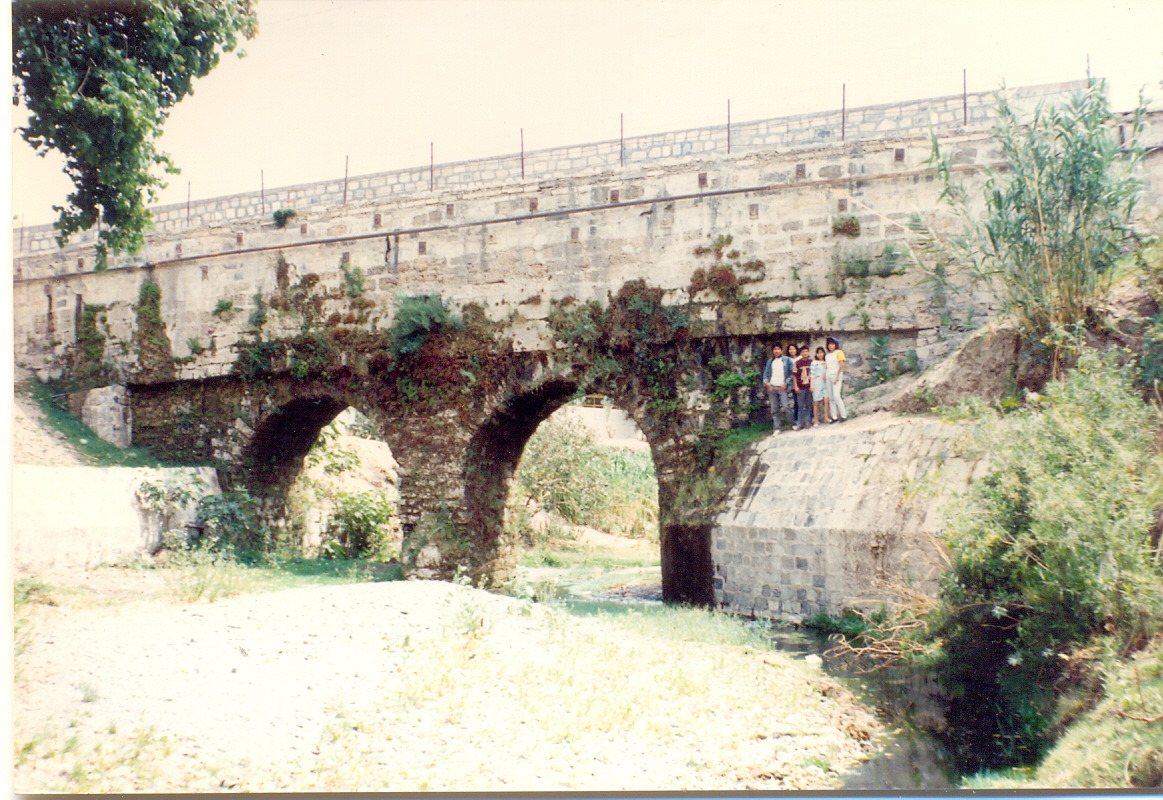
Acueducto de Parras

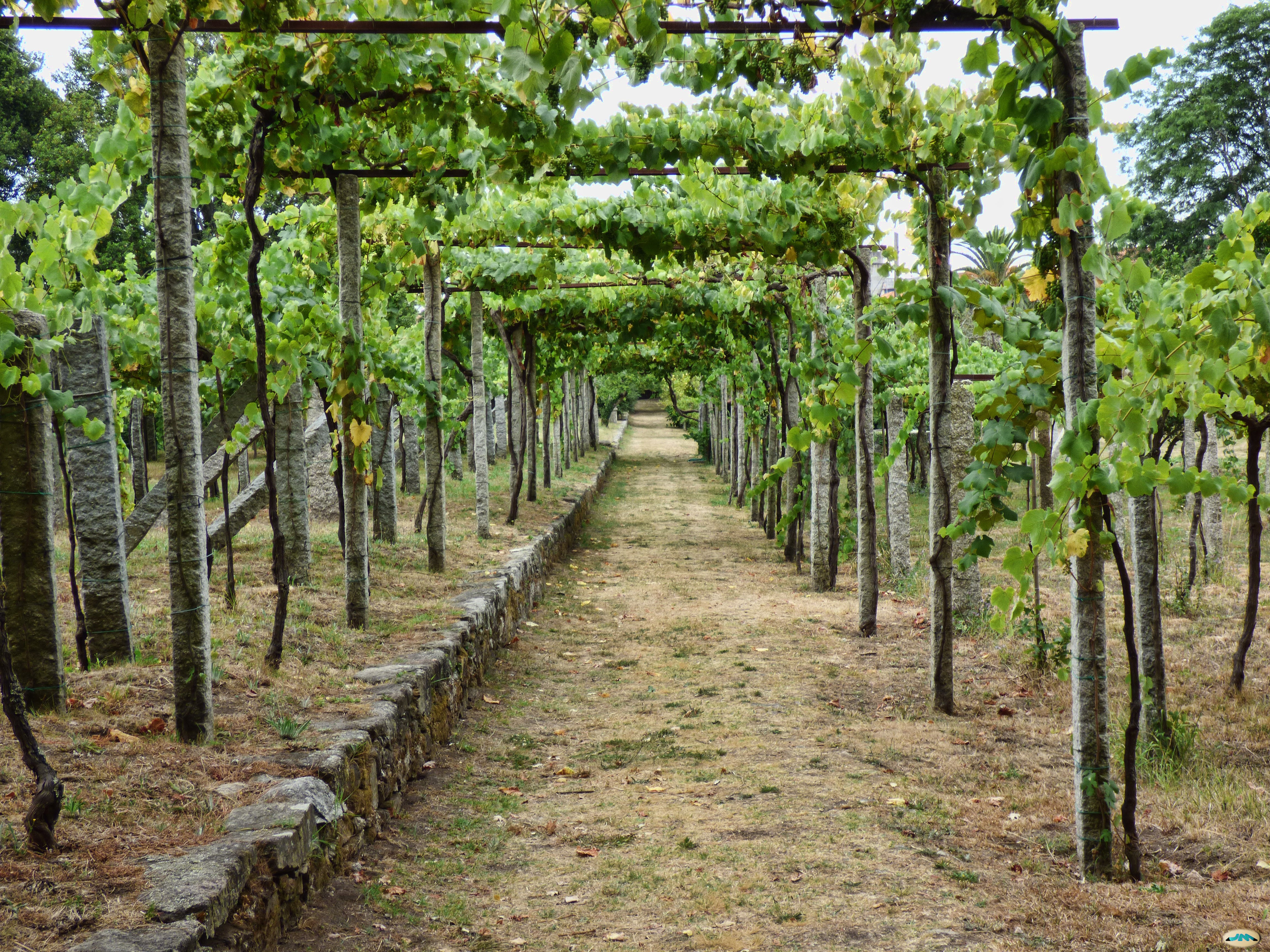
Parras

Más tarde, la hacienda fue vendida en partes iguales a los señores Leonardo Zuloaga y Juan Ignacio Jiménez, de los cuales el primero obtuvo la propiedad del terreno que se encontraba en Coahuila.

### Intervención Francesa
Durante el periodo de la Intervención Francesa, la hacienda le fue expropiada a doña Luisa de Ibarra, viuda de Leonardo Zuloaga, aunque después le fue devuelta en un importante porcentaje, mismo que fue adquirido por Fernando Chapman, un ciudadano inglés quien finalmente renombró al lugar como Perote, el cual se dice procede del nombre de un indígena irritila, nativo de Parras, que vivió hace 400 años y que era conocido como don Pedrote, azote de los españoles y de las caravanas que se trasladaban a las ciudades vecinas, pues continuamente él y su tribu perpetraban asaltos al acechar desde los cerros cercanos a la ciudad.
Chapman, ante la dificultad para pronunciar la D de Pedrote, lo convirtió en Perote, reinventando la fama de las bodegas que desde 1865 funcionaban ya como resguardo de los deliciosos vinos generosos, brandys y aguardientes de alta calidad que siguen siendo famosos en el mundo entero.
Por su parte, Casa Madero fue fundada a finales del siglo XIX por don Evaristo Madero Elizondo en las instalaciones de la Hacienda de San Lorenzo, consolidándose paulatinamente como una de las empresas vitivinícolas más importantes de América.
Asimismo, Parras se ha distinguido también como un notable exportador de mezclilla. Mal haríamos en no mencionar a la que es considerada como una de las productoras más importantes y más antiguas, La Estrella, creada en 1854 por el coronel Rafael Aguirre y adquirida en 1870 por Evaristo Madero, el mismo que fundó la famosísima casa vitivinícola Casa Madero, quien logró consolidar su fama internacional en la producción de jeans de alta calidad, producto cuyo auge sigue en ascenso.

### Revolución mexicana
De Parras han surgido notables personajes que han destacado por sus méritos en la historia de México.
Tal es el caso del ilustre Francisco I. Madero y su hermano Gustavo A. Madero, nietos del empresario Evaristo Madero, que se convirtieron en ideólogos y fundadores de la lucha revolucionaria en contra del general Porfirio Díaz.
En particular, la figura de Francisco I. Madero es una de las más importantes en la política mexicana contemporánea, ya que fue el primer presidente de México después de la caída de Díaz, ocupando el cargo entre 1911 y 1913.
Fue trágicamente asesinado junto con el vicepresidente José María Pino Suárez en la Ciudad de México, el 22 de febrero de 1913.

### Actualidad
En el año 2013 el vino Chenin Blanc fue premiado en París como el mejor vino blanco del mundo obteniendo en dicho certamen medalla de oro para la cosecha 2013, mientras que el vino V Rosado obtuvo dos medallas de plata en ese mismo certamen, ambos pueden degustarse en el Museo del Vino. Las mejores épocas para cultivar la vid son la primavera y el verano, ya que los campos se cubren de verde y Parras se transforma en un verdadero vergel.

### Pueblo Mágico
En el 2008, Parras fue incluido al programa Pueblos Mágicos por la Secretaría de Turismo al considerar su gran aporte cultural, gastronómico y artístico al país.

En el sexenio del presidente Ernesto Zedillo Ponce de León, Parras fue declarada Zona de Monumentos Históricos mediante decreto publicado en el Diario Oficial de la Federación el miércoles 18 de febrero de 1998.

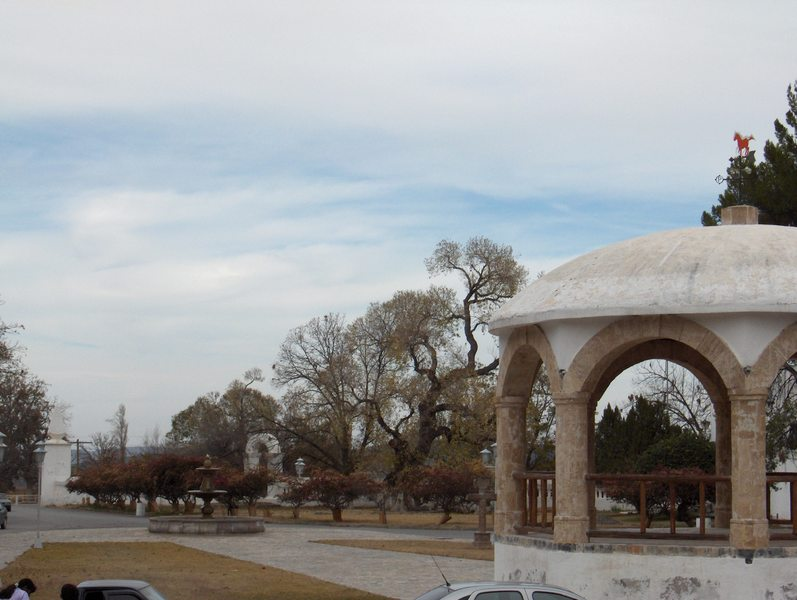
Casa Madero (Ex Hacienda San Lorenzo)

La zona fue inscrita en el Registro Público de Monumentos y Zonas Arqueológicos e Históricos del Instituto Nacional de Antropología e Historia (INAH) con el folio Real: 9 3HZM00000040.

## Información general

### Geografía
Se localiza al sur del Estado de Coahuila en el noreste de México. En un área compuesta por abundantes mantos freáticos y a una altitud de 1520 metros sobre el nivel del mar. Considerada como parte de los municipios que forman la región de La Laguna de Coahuila.
Se localiza a 157 kilómetros de Saltillo y a 154 kilómetros de Torreón.
Se divide en 175 localidades, cuenta con una superficie de 9,271.7 kilómetros cuadrados, lo que representan el 6.12% del total de la superficie del estado.

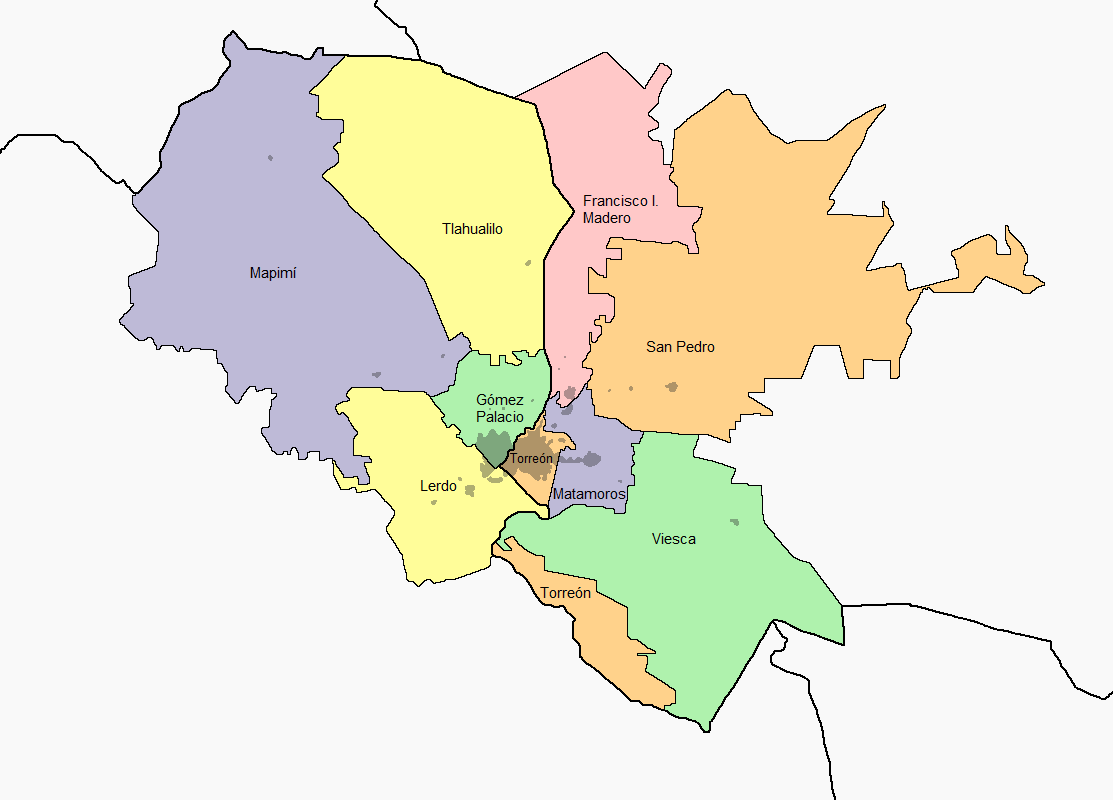
Zona Metropolitana de La Laguna

Limita al norte con Cuatrociénegas, al noroeste con San Pedro de las Colonias, al este con el municipio de General Cepeda y Saltillo, al oeste con el municipio de Viesca y al sur con el estado de Zacatecas.

### Toponimia
En el año 1568 conquistadores españoles salieron de Zacatecas a lo que hoy es Coahuila en busca de oro, y en medio del desierto no encontraron oro pero sí un verdadero oasis con manantiales de agua y una gran profusión de Parras silvestres, mayormente en las riveras de sus arroyos.
Nombrando en ese momento con el nombre de Valle del Pirineo o Valle de las Parras, posteriormente nombrado Santa María de las Parras y Las Lagunas.

### Población
Su población es de 44,472 habitantes, según resultados de población y vivienda INEGI 2020.

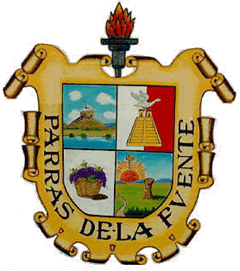
Escudo Parras de la Fuente

### Escudo
Fue aprobado por el Congreso del Estado el 31 de marzo de 1944.
En el cuartel diestro sobre cielo azul, el cerro del Sombreretillo y la capilla del Santo Madero; al pie el estanque de Lobatón.
En el cuartel diestro inferior, sobre fondo de oro, una canasta de uvas.
En el cuartel siniestro inferior, un sol que emerge sobre fondo de azul, con resplendores y rayos amarillos, sobremontado por una cruz, en el mismo la inscripción, 20 DE NOVIEMBRE DE 1910, día del inicio de la Revolución Mexicana, indicativo de que en Parras nació el apóstol de esta, Francisco I. Madero.
El sol nace en un campo donde se encuentra un haz de trigo atado con guirnaldas de vida.
En la bordura lleva una leyenda: Parras de la Fuente.

### Clima y ecosistemas
El clima en Parras es diverso, en el sureste, sur y suroeste del municipio es de subtipo semiseco templado; y al noroeste y noreste es de subtipo seco semicálido.
La temperatura media anual es de entre 14 °C y 18 °C, con un régimen de lluvias en los meses de abril a octubre.
Durante esta temporada y gracias a la presencia de manantiales que emanan de las sierras vecinas de Parra, Hojaseñal, Playa Madero y El Laurel, la región se abastece de agua. La cantidad es tan abundante que se convierte en un verdadero oasis en el desierto.
La frecuencia anual de heladas es de 0 a 20 días en la parte centro y en el extremo sur de 20 a 40 días, así como granizadas en la parte norte 0 a un día y en la parte centro-sur y sureste es de uno a dos días.
| Parámetros climáticos promedio de Parras, Coahuila de Zaragoza (1500 msnm) normales 1991–2020 | Parámetros climáticos promedio de Parras, Coahuila de Zaragoza (1500 msnm) normales 1991–2020 | Parámetros climáticos promedio de Parras, Coahuila de Zaragoza (1500 msnm) normales 1991–2020 | Parámetros climáticos promedio de Parras, Coahuila de Zaragoza (1500 msnm) normales 1991–2020 | Parámetros climáticos promedio de Parras, Coahuila de Zaragoza (1500 msnm) normales 1991–2020 | Parámetros climáticos promedio de Parras, Coahuila de Zaragoza (1500 msnm) normales 1991–2020 | Parámetros climáticos promedio de Parras, Coahuila de Zaragoza (1500 msnm) normales 1991–2020 | Parámetros climáticos promedio de Parras, Coahuila de Zaragoza (1500 msnm) normales 1991–2020 | Parámetros climáticos promedio de Parras, Coahuila de Zaragoza (1500 msnm) normales 1991–2020 | Parámetros climáticos promedio de Parras, Coahuila de Zaragoza (1500 msnm) normales 1991–2020 | Parámetros climáticos promedio de Parras, Coahuila de Zaragoza (1500 msnm) normales 1991–2020 | Parámetros climáticos promedio de Parras, Coahuila de Zaragoza (1500 msnm) normales 1991–2020 | Parámetros climáticos promedio de Parras, Coahuila de Zaragoza (1500 msnm) normales 1991–2020 | Parámetros climáticos promedio de Parras, Coahuila de Zaragoza (1500 msnm) normales 1991–2020 |
| Mes                                                                                           | Ene.                                                                                          | Feb.                                                                                          | Mar.                                                                                          | Abr.                                                                                          | May.                                                                                          | Jun.                                                                                          | Jul.                                                                                          | Ago.                                                                                          | Sep.                                                                                          | Oct.                                                                                          | Nov.                                                                                          | Dic.                                                                                          | Anual                                                                                         |
| --------------------------------------------------------------------------------------------- | --------------------------------------------------------------------------------------------- | --------------------------------------------------------------------------------------------- | --------------------------------------------------------------------------------------------- | --------------------------------------------------------------------------------------------- | --------------------------------------------------------------------------------------------- | --------------------------------------------------------------------------------------------- | --------------------------------------------------------------------------------------------- | --------------------------------------------------------------------------------------------- | --------------------------------------------------------------------------------------------- | --------------------------------------------------------------------------------------------- | --------------------------------------------------------------------------------------------- | --------------------------------------------------------------------------------------------- | --------------------------------------------------------------------------------------------- |
| Temp. máx. abs. (°C)                                                                          | 32                                                                                            | 35                                                                                            | 35                                                                                            | 39                                                                                            | 42                                                                                            | 40                                                                                            | 44                                                                                            | 40                                                                                            | 42                                                                                            | 38                                                                                            | 35                                                                                            | 32                                                                                            | 44                                                                                            |
| Temp. máx. media (°C)                                                                         | 21.0                                                                                          | 23.3                                                                                          | 26.4                                                                                          | 30.0                                                                                          | 32.5                                                                                          | 32.7                                                                                          | 31.7                                                                                          | 31.5                                                                                          | 29.1                                                                                          | 27.8                                                                                          | 24.2                                                                                          | 21.2                                                                                          | 27.6                                                                                          |
| Temp. media (°C)                                                                              | 13.6                                                                                          | 15.6                                                                                          | 18.4                                                                                          | 21.8                                                                                          | 24.4                                                                                          | 25.1                                                                                          | 24.7                                                                                          | 24.2                                                                                          | 22.1                                                                                          | 20.5                                                                                          | 16.9                                                                                          | 13.9                                                                                          | 20.1                                                                                          |
| Temp. mín. media (°C)                                                                         | 6.2                                                                                           | 7.8                                                                                           | 10.4                                                                                          | 13.6                                                                                          | 16.3                                                                                          | 17.5                                                                                          | 17.6                                                                                          | 16.9                                                                                          | 15.2                                                                                          | 13.1                                                                                          | 9.6                                                                                           | 6.6                                                                                           | 12.6                                                                                          |
| Temp. mín. abs. (°C)                                                                          | -6                                                                                            | -12                                                                                           | -5                                                                                            | 2                                                                                             | 6                                                                                             | 7                                                                                             | 7                                                                                             | 10                                                                                            | 6                                                                                             | 0                                                                                             | -7                                                                                            | -8                                                                                            | -12                                                                                           |
| Precipitación total (mm)                                                                      | 8.4                                                                                           | 9.3                                                                                           | 12.2                                                                                          | 6.6                                                                                           | 18.3                                                                                          | 38.9                                                                                          | 70.9                                                                                          | 43.6                                                                                          | 70.3                                                                                          | 26.4                                                                                          | 10.0                                                                                          | 7.6                                                                                           | 322.5                                                                                         |
| Fuente: Servicio Meteorológico Nacional                                                       |                                                                                               |                                                                                               |                                                                                               |                                                                                               |                                                                                               |                                                                                               |                                                                                               |                                                                                               |                                                                                               |                                                                                               |                                                                                               |                                                                                               |                                                                                               |

### Orografía
Al suroeste del territorio municipal se encuentra la Sierra de Parras, la cual empieza al este de Villarreal y al sur de San Rafael. Al sur; en los límites con Zacatecas, está la Sierra el Hojasenal. Por el sureste se localizan la Sierras Playa Madero y la Sierra El Laurel, que se extienden hasta el oeste y el suroeste del municipio de Saltillo, respectivamente. También hay ramificaciones de la Sierras de los Alamitos, Sierra La Fragua y Sierra de San Marcos.

### Hidrografía
No hay ríos de agua permanente en el municipio, los arroyos son los que llevan corriente de agua, procedentes de las Serranías en tiempos de lluvias.

### Flora
La vegetación de la región está formada por mezquite, huizache, ocotillo o albarda, maguey monso, lechuguilla, guayule, palma zamandoca, candelilla, sotol, mimbre, palo blanco, fresno, pino, cedro, oyamel y cactáceas de diferentes variedades.

### Fauna
Se encuentran animales silvestres como leoncillo, puma, jabalí, conejo, liebre, venado, oso, coyote, gato montés, tejón, zorra, codorniz, faisán, paloma, zenzontle, gorrión, víboras cascabel y coralillo.
| Flora y fauna de Parras |                      |                       |                          |                      |
|                         |                      |                       |                          |                      |
| Ursus americanus        | Puma                 | Tamiasciurus          | Cynomys ludovicianus     | Aquila chrysaetos    |
|                         |                      |                       |                          |                      |
| Meleagris gallopavo     | Crotalus durissus    | Antilocapra americana | Odocoileus virginianus   | Didelphis virginiana |
|                         |                      |                       |                          |                      |
| Acer saccharinum        | Opuntia ficus-indica | Kroenleinia grusonii  | Cylindropuntia imbricata | Pinus ponderosa      |

## Atractivos turísticos

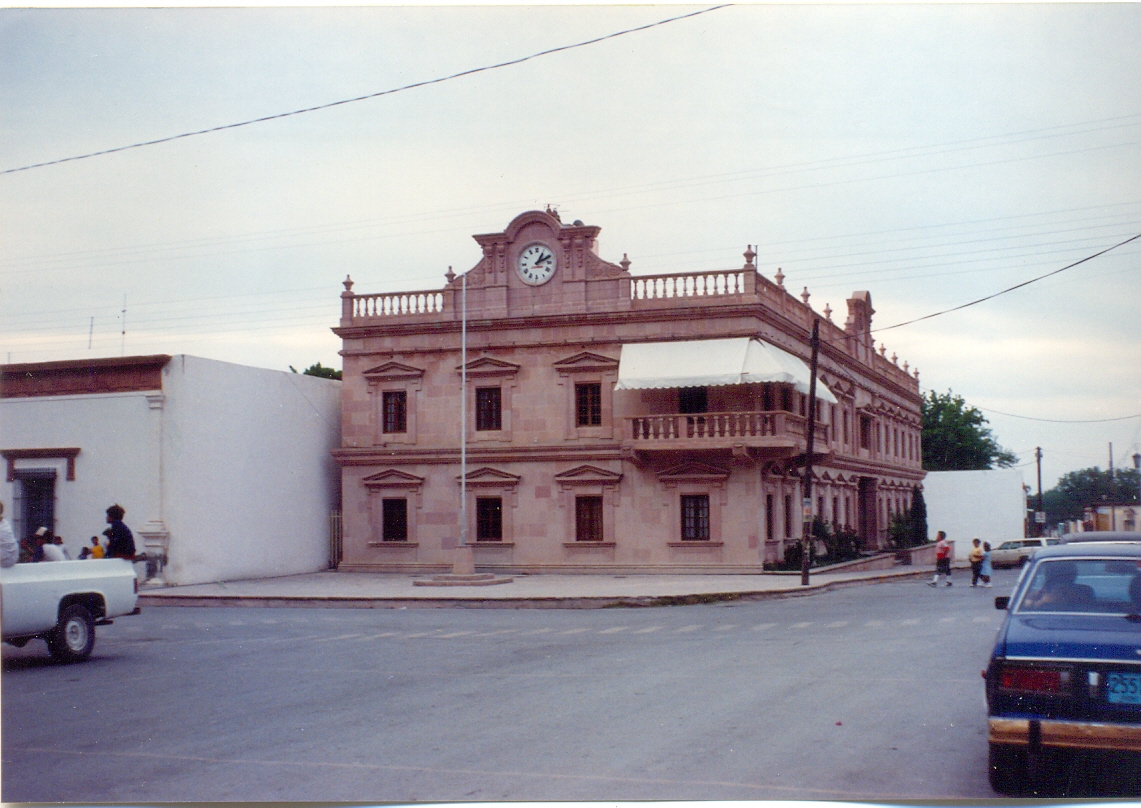
Palacio Municipal de Parras

### Palacio Municipal
Edificio de la presidencia municipal, la cual es una réplica del palacio de Gobierno del Estado pudiendo admirar en su interior un espléndido mural que detalla la historia y grandeza del lugar.
Iglesia ubicada en la cima de un cerro. Data del año de 1880.

### Hacienda de San Lorenzo
La hacienda de San Lorenzo, donde se encuentran las primeras bodegas de vino establecidas en América, fundadas por Lorenzo García a fines del siglo XVI.

### Balnearios
Estanque de la Luz o de la Hacienda (manantiales)

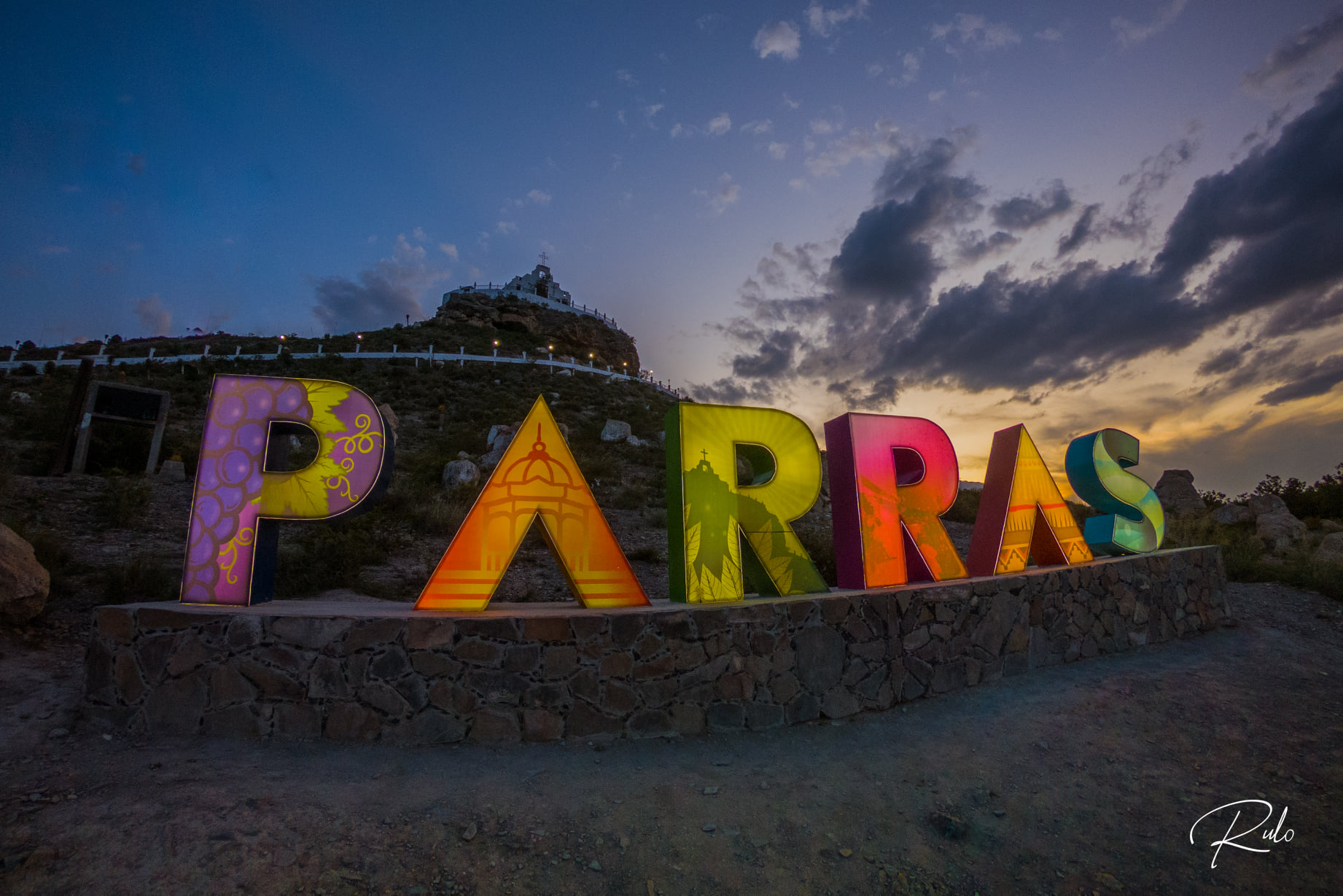
Letras del Santo Madero

### Iglesia de Santo Madero
Ubicada en lo alto del cerro el Sombreretillo.
Fuque Zapata
Explora el túnel subterráneo en esta experiencia de aventura

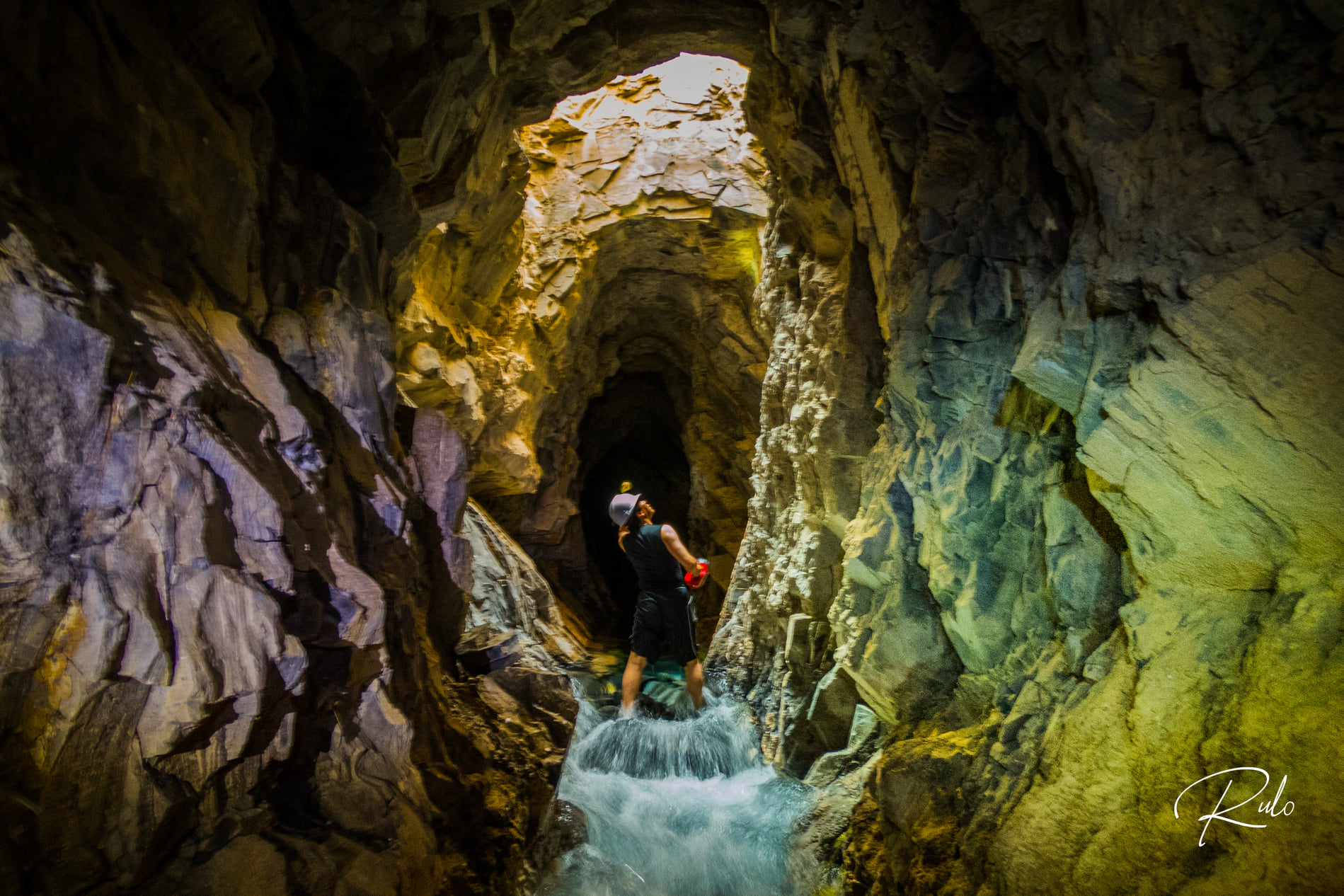
Fuque zapata en Parras Coahuila

### Viñedos

#### Casa Madero
Ubicada en la Hacienda San Lorenzo y fundada en 1597
Vinos: Casa Grande Gran Reserva, Casa Madero Reserva, Jóvenes 

#### RGMX (Rivero González)
Vinos: Rivero González, Scielo

#### Don Leo
El viñedo comenzó su primera plantación en 2000.
Vinos: Don Leo, Linde

### Otros
- Museo Morón. Museo de arte rupestre y contemporáneo donde podrás encontrar el primer mural de arte rupestre en el mundo.
- templo y colegio de San Ignacio de Loyola
- Museo de los monos
- Santuario de Nuestra Señora de Guadalupe
- Museo de la Revolución y del vino (llamado también Casa Madero)
- Acueducto Los Arcos
- Museo y Archivo Matheo
- Jardín botánico
- Antigua Hacienda Perote
- Vitivinícolas Bodegas de Vesubio
- Parroquia de Santa María de las Parras
- Cueva de los Murciélagos

## Gastronomía
Elaboración de dulces de nuez, higo, uva, piñón y cajetas.
Elaboración de vinos generosos de mesa y licores de uva.
Asado de puerco, mole, tamales de puerco y pollo, barbacoa, cabrito.

## Tradiciones

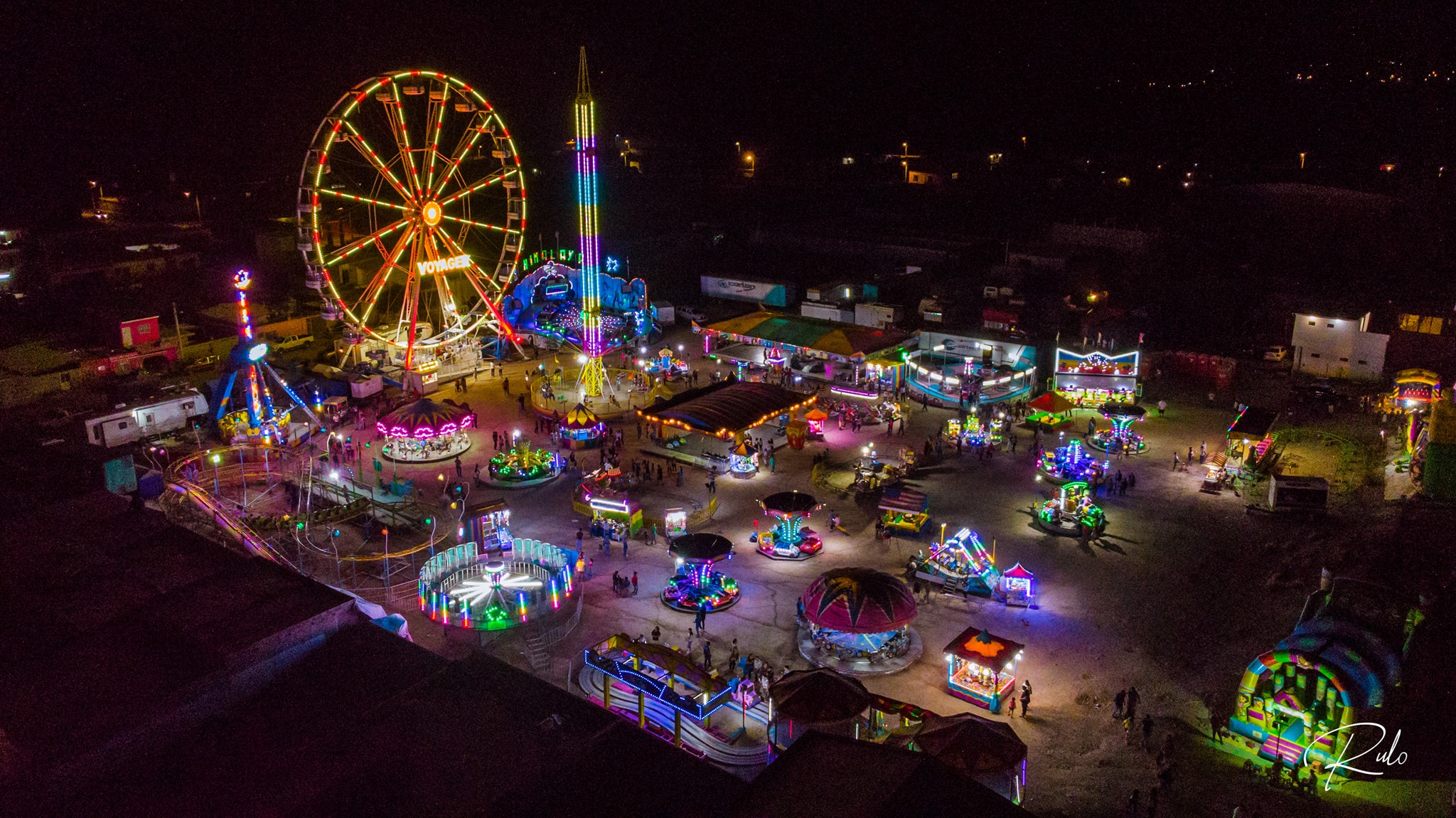
Feria de la Uva (fotografía aérea)

### La Feria de la Uva
Se lleva a cabo el 9 de agosto de cada año.

### Fiesta de Santa María, patrona de la región
Llevada a cabo cada año el 15 de agosto, fecha en que se celebra la Virgen de la Asunción.

### Fiesta del Santo Madero
Se lleva a cabo el 3 de mayo de cada año.

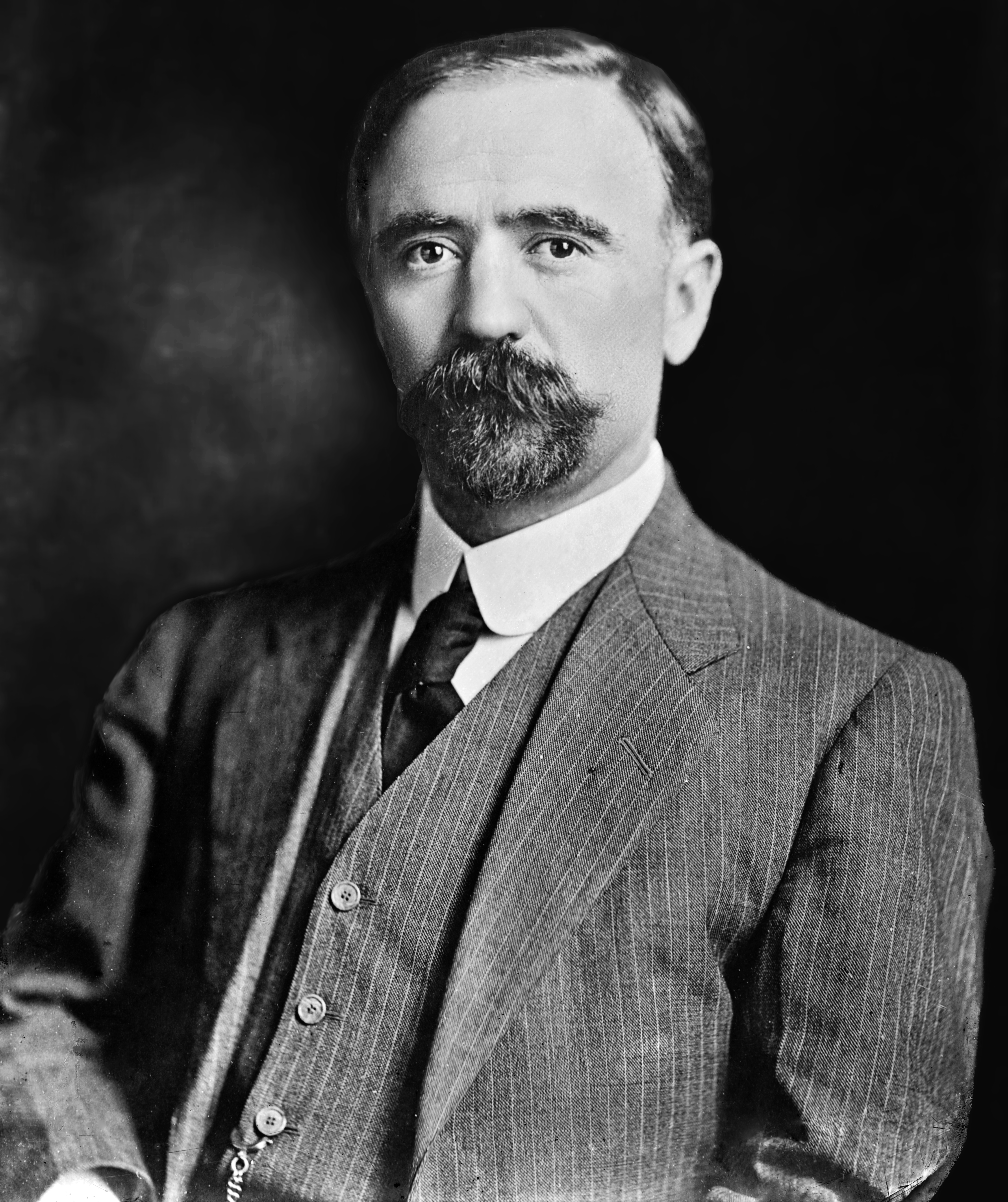
Francisco I Madero

## Personas destacadas
- Francisco I. Madero: Iniciador de la Revolución mexicana y presidente de la República.

- Gustavo A. Madero: Hermano y colaborador de Francisco I Madero.
- Emilio Madero: Militar revolucionario, hermano de Francisco I. Madero.
- Julio Madero: Militar revolucionario, hermano de Francisco I. Madero.
- Raúl Madero: Militar revolucionario, hermano de Francisco I. Madero, gobernador de los estados de Nuevo León (1915), y Coahuila (1957 - 1963)
- Ernesto Madero Farías: Secretario de Hacienda de México en los gabinetes de Francisco León de la Barra y de Francisco I. Madero.
- Eugenio Aguirre Benavides: Militar revolucionario.
- Adrián Aguirre Benavides: Militar y abogado.
- Luis Aguirre Benavides: Militar revolucionario.
- Rafael Aguirre Benavides: Empresario y revolucionario.
- Gustavo Aguirre Benavides: Ingeniero y botánico.
- Andrés S. Viesca: militar y gobernador, peleó en la Guerra de Reforma y en la Intervención Francesa.
- Nancy Cárdenas: Escritora de libros y novelas.
- Cornelio Reyna: Compositor y cantante.

## Economía

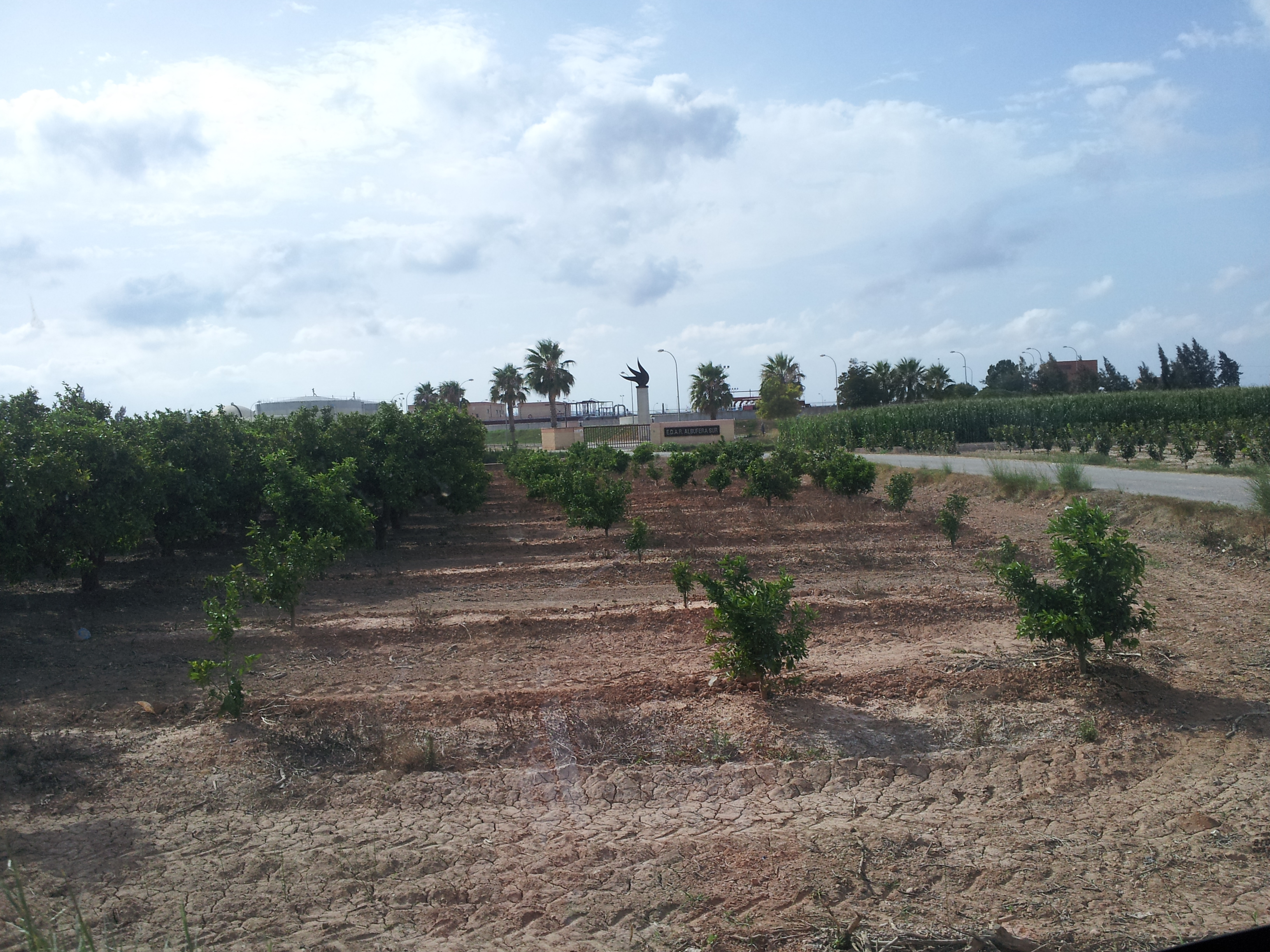
Agricultura

### Agricultura
Se cultiva principalmente uva, algodón, nuez, aguacate, melón, membrillo, manzana, durazno, alfalfa arbórea, cebada, forraje, hortalizas, maíz, papa, trigo y verduras.

### Ganadería
Se cría ganado bovino, porcino, caprino y se da la avicultura.

### Minería

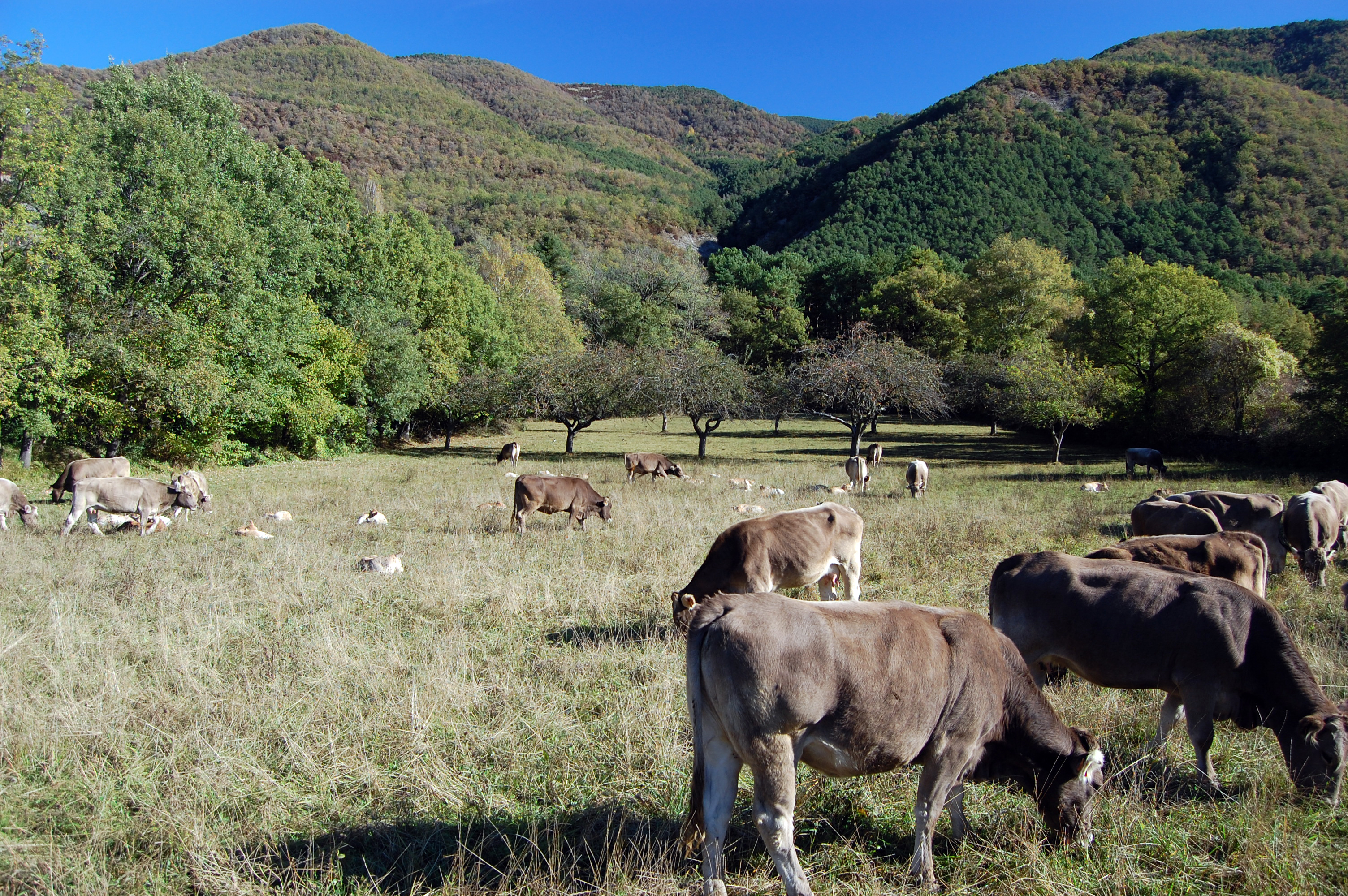
Ganadería

Se extraen yacimientos de barita, plata, zinc, cobre, plomo, calcita, fluorita y yeso.

### Silvicultura
- Recursos maderables: encino, nogal, oyamel y pino.
- Recursos no maderables: candelilla, lechuguilla y palma.

### Industria
- Viticultura: Es la principal industria de la región, que consiste en el aprovechamiento de la uva para la producción de vino.
- El principal cultivo se localiza en el Museo Casa Madero, donde se fermenta la uva para producir el vino.
- Manufacturera.
- Textil.

## Educación

### Educación básica
Hay alrededor de 20 escuelas primarias federales, estatales y privadas.

#### Secundarias
- Escuela Secundaria del Estado “Maestro Gustavo Aguirre Benavides”
- Presidente Madero
- Juan Antonio de la Fuente
- Francisco Coss Ramos
- Colegio Manuela Farias de Madero
- Colegio Hernando de Tovar[8]

### Educación media superior
- Escuela de Bachilleres Juan Agustín de Espinoza (JAE)[9]
- Centro de Bachilleres Tecnológico y Agropecuario n.º 21 “Prof. Federico Berrueto Ramón “
- Colegio Manuela Farías de Madero
- Colegio Valle de Parras
- Colegio Hernando de Tovar[8]
- Colegio de Estudios Científicos y Tecnológicos del Estado de Coahuila (CECYTEC Parras)

### Educación superior y técnica
- Escuela Normal Oficial Dora Madero
- Universidad Tecnológica de Parras (UTP)[10]
- Universidad Valle de Parras
- Escuela Técnica de Enfermería

Existen más escuelas en la localidad, las mencionadas anteriormente se han distinguido por su nivel académico y gran aporte a la sociedad.

## Ciudades hermanadas
- Grapevine, Estados Unidos (1996).[11]
- Monclova, México (2011).[12]